# Ferrocarril Pamplona-San Sebastián
El Ferrocarril de Pamplona a Plazaola, Andoain y Lasarte fue una línea férrea de vía estrecha que unía la capital navarra, Pamplona, con la guipuzcoana, San Sebastián, en el País Vasco, España. Conocido popularmente como  El Plazaola y Tren Txiki, nació como un ferrocarril minero entre las minas de hierro existentes en las proximidades del paraje de Plazaola y Andoáin, donde eran trasbordados rumbo al puerto de Pasajes, recorriendo el valle del río Leizaran. Perteneció a la “Sociedad Minera Guipuzcoana”.
Se comenzó a construir a principios del siglo XX y amplió su servicio a pasajeros. Tras sufrir graves daños en la riada de 1953, no volvió a dar servicio. En septiembre de 1958 se autorizó el desmantelamiento de la vía y quedó abandonado. A principios del siglo XXI se reconvirtió su trazado por el valle del Leizaran en vía verde.
Entre Pamplona y San Sebastián, la línea férrea tenía una longitud de 84,155 km y contaba con 12 estaciones. Era propiedad de la Sociedad Minera Guipuzcoana S.A., que tenía su sede en la capital navarra. La estación de Pamplona era compartida con el Ferrocarril del Irati.
El ferrocarril entre Pamplona y San Sebastián fue fruto de tres concesiones diferentes realizadas entre 1902 y 1911;
- 19 de septiembre de 1902, concesión del tramo inicial de la línea, de Andoaín a Plazaola con una longitud de 22.006 metros lineales, de los cuales se harían 21.100 m, que luego serían 20.195.
- 19 de octubre de 1910, concesión del tramo de Pamplona a Plazaola con una longitud de 55.983 metros lineales.
- 18 de marzo de 1911, concesión del tramo de Andoaín a Lasarte con una longitud de 7.976 metros lineales, que luego llegaría a un metro más.

## Historia

### Origen minero
Las minas de Bizkotx fueron la mayor explotación minera de hierro del valle del río Leitzaran, en el término municipal de Berastegui al este de Guipúzcoa, en el País Vasco (España). Aunque luego ha sido conocido como "Minas de Plazaola", el nombre original del yacimiento, que pertenece al llamado coto minero de Berástegui, es el de Bizkotx, que está documentado ya en 1791. 
El coto minero de Berástegui está relacionado con el macizo granítico de Peñas de Aya, donde existen otras explotaciones conocidas desde antiguo como el coto minero de Arditurri. Se trata de dos sistemas de filones de mineral, uno de ellos de hierro y el otro de galena, blenda y pirita de cobre. Los filones tienen espesores considerables. Los de hierro son de la forma de filones-capa entre las pizarras paleozoicas, estratificados entre ellas. El espesor medio de los filones explotados en Bizkotx era de 10 metros, con una corrida de 250 metros y una altura aprovechable de 150 metros. 
El hierro estaba en la forma de carbonato de hierro, conocido como siderosa o siderita, que se convierte en óxido de hierro (hematites roja u oligisto) e hidróxidos (hematites parda o limonita) en la zona próxima a la superficie. El mineral se calcinaba para convertirlo en óxido. El resultado de lo producido en Bizkotx era de una riqueza del 50% con un 7% de manganeso.
Cerca del yacimiento de Bizkotz están los yacimientos del valle del arroyo de Lorditz, el de las minas de Urdanbide o Tolosamina, cuya concesión se denominaba "Explotación Antigua", y Ermosu, con la concesión llamada "Buena estrella". Estas concesiones se explotaban en conjunto con las de "Casualidad". Su mineral se llevaba en un pequeño ferrocarril, el llamado ferrocarril de Lorditz, hasta dos hornos de calcinación ubicados en Mustar.
En este yacimiento se otorgó a finales del siglo XIX, en 1897, la concesión de explotación con el nombre de "Casualidad", aunque durante el siglo XX se ha conocido como "minas de Plazaola" en referencia al caserío vecino que tiene ese nombre, y ha dado su topónimo a muchas instalaciones cercanas. La concesión estuvo activa hasta los años 40 del siglo XX, decayendo paulatinamente su producción a partir de  1913. Entre 1932 y 1943 fueron explotadas por la empresa de capital alemán Sociedad Minera Aralar. La explotación ha figurado a nombre de diferentes compañías: en 1906 era propiedad de la Compañía Minera de Guipúzcoa con domicilio fiscal en Bilbao que arrendaba la explotación a la empresa Sociedad Minera de Berástegui; en 1908 aparece como explotadora la Sociedad Minera Guipuzcoana, que también era la propietaria del ferrocarril que en 1912 obtiene la concesión de las minas.
El mineral extraído de la mina se calcinaba en tres grandes hornos antes de proceder a su traslado. A principios de 1901, Francisco Hormaechea realizó una petición al gobierno de España para la concesión de una línea férrea que le permitiera llevar el mineral hasta la estación Norte de Andoáin, donde se trasbordaría al Ferrocarril del Norte que lo haría llegar al puerto de Pasajes.

### El tren

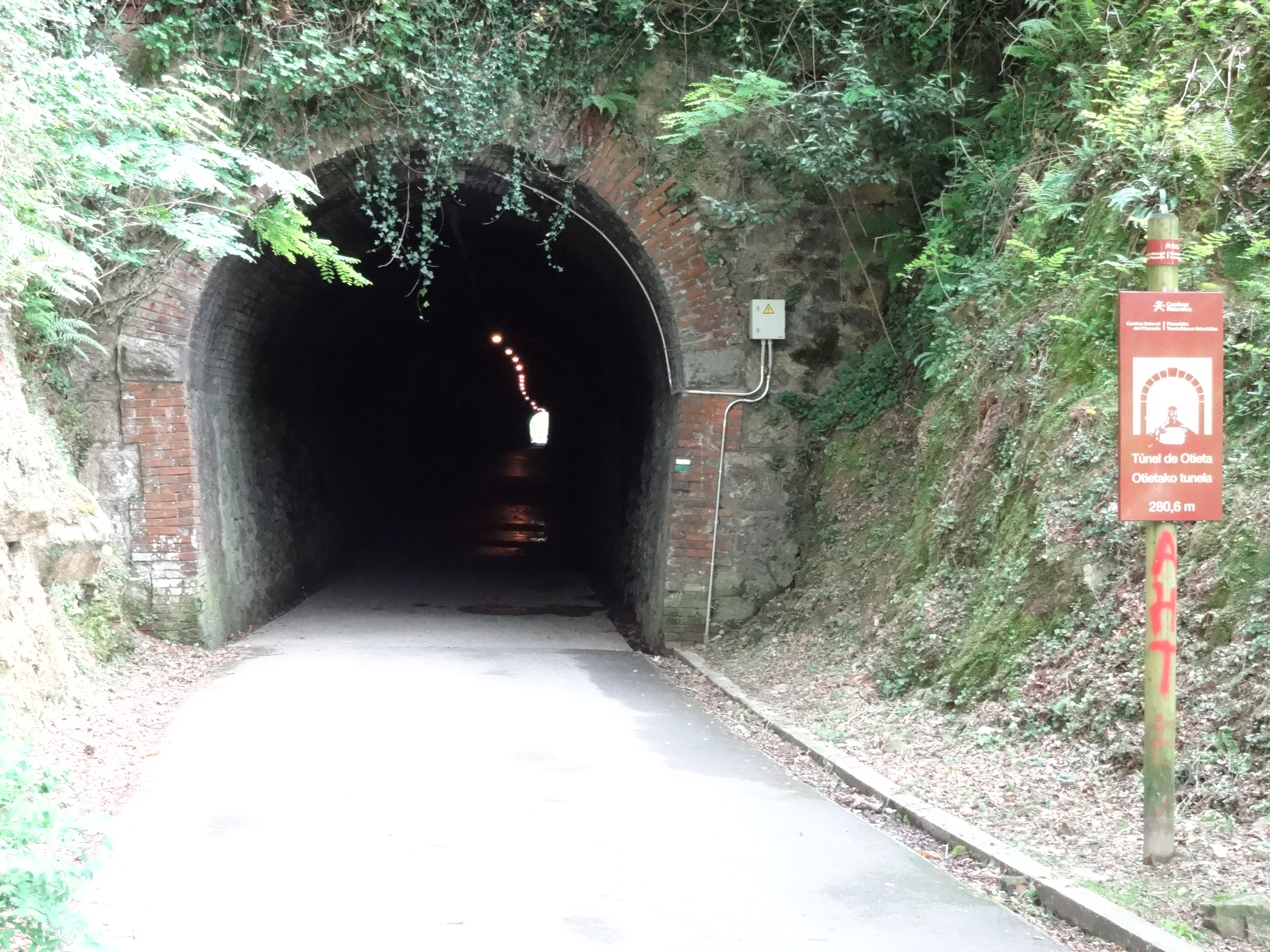
Túnel de Otieta.

El 8 de febrero de 1901, Hormaechea obtiene la real orden para que el gobierno le adjudique la concesión para la construcción de la línea férrea que, partiendo de Plazaola, llevaba a Andoáin en un recorrido unos 20 km.  El 25 de agosto de ese mismo año sale publicado, por orden del Ministerio de Fomento, en la Gaceta de Madrid, el concurso de proyectos para el Ferrocarril Estratégico de Pamplona a Plazaola, Andoáin y Lasarte y Pamplona a Pasajes. 
24 de marzo de 1902, Hormaechea transfiere la real orden de concesión a la empresa Sociedad Anónima Leizarán, que aún no estaba legalmente constituida. El acto de constitución se realizó en Bilbao el 21 de diciembre de 1904, con un capital de 3.500.000 pesetas, con el objeto de explotar el ferrocarril, los montes de Leizaran y sus minas de hierro. 
La Sociedad Anónima Leizarán obtiene la concesión definitiva para la construcción del ferrocarril entre Plazaola y Andoáin por Leizaran (en la barranca Leizarán) el 19 de septiembre de ese año, aunque ya estaban iniciadas las obras con antelación. En febrero el ayuntamiento de Andoáin permite la venta de los terrenos necesarios, el 21 de mayo llegan los obreros y el 15 de junio ya estaba el campamento asentado, comenzando las obras ese mismo mes de junio, tras la expropiación forzosa de los terrenos necesarios.
Se encarga del proyecto y de su realización el ingeniero Manuel Sacristán, el cual realiza un tendido férreo en carril métrico en una longitud de 21,2 km. El ferrocarril se inauguró el 21 de abril de 1905.
El material móvil inicial era de tres locomotoras de la casa Krauss de Múnich. La primera fue adquirida en 1903 para desarrollar los trabajos de tendido de la vía y, posteriormente, en 1904 se adquirieron otras dos iguales.
El coste del tendido férrero fue de 3.502.322 de pesetas, que se estructuraban en las siguientes partidas:
- Accesorios: 173.023 pts.
- Expropiaciones: 94.580 pts.
- Túneles: 935.066 pts.
- Obras de la línea: 1.471.671 pts.
- Inmuebles: 21.707 pts.
- Material fijo: 601.639 pts.
- Material móvil: 201.633 pts.

La Sociedad Anónima Leizarán solicita la ampliación de la concesión para el transporte de viajeros y otras mercancías diferentes al mineral que obtiene el 5 de septiembre de 1904. El objetivo es transportar madera, fruto de la explotación forestal del valle del Leizarán, y establecer un servicio regular en la zona para atender las necesidades de los trabajadores de las diferentes empresas y explotaciones existentes en el valle, caseríos, minas, hidroeléctricas, etc. 
La ley de 30 de julio de 1904 posibilitó la prolongación del ferrocarril que, partiendo de Plazaola, llegaría hasta Urto pasando por Beras. Esta concesión se hizo por 99 años y sin subvención. El proyecto fue redactado por el ingeniero Luciano Abrisqueta.

#### Como ferrocarril minero
La principal actividad por la que nació el ferrocarril del Plazaola fue el transporte de mineral de la concesión minera "Casualidad", que explotaba el yacimiento de Bizkotx perteneciente al coto minero de Berástegui, hasta Andoáin para que de allí fuera distribuido, usando el ferrocarril de vía ancha, hasta el puerto de Pasajes y las diferentes instalaciones metalúrgicas que estaban en el País Vasco. 
También pertenecen al coto de Berástegui los yacimientos del Lorditz, cuya producción se transportaba -mediante un pequeño ferrocarril que terminaba en un plano inclinado- hasta dos hornos de calcinación ubicados al lado de las vías del Plazaola en Mustar.
La explotación de la línea fue complicada. El 25 de septiembre de 1905, la Sociedad Anónima Leizarán presentó suspensión de pagos. Los activos de la sociedad, pasaron a la Junta de Acreedores, que creó una Comisión Explotadora del Leizarán, la cual subastó todo el 26 de septiembre de 1906. Todo el conjunto fue adquirido por la compañía Sociedad Minera Guipuzcoana el 3 de noviembre de 1906. Esta compañía había sido fundada  con anterioridad expresamente para la ocasión. Se aprobó la transferencia de los bienes el 23 de septiembre de 1907.

#### El ferrocarril de Lorditz
Para el transporte del mineral proveniente de las minas de Urdanbide (o Tolosamina) y Ermosu, explotadas por la misma compañía que explotaba las minas de Bizkotx, se construyó una estructura ferroviaria que se conoció como "ferrocarril de Lorditz", el cual unía estos yacimientos con el ferrocarril del Plazaola, llevando así su mineral hasta Andoáin. El ferrocarril de Lorditz era un ferrocarril de sangre, es decir, que estaba movido por tracción animal. 
Esta vía férrea la construyó la “Sociedad Minera de Berástegui”. Consistía en unas vías, probablemente de 90 cm de ancho (1 yarda), realizadas con carril de 8,5 kg/m por las que corrían vagonetas con mineral arrastradas por animales. El cargadero principal estaba ubicado bajo la galería Urdanbide Este. Tras un recorrido de 1.330 metros llegaba a Olizar donde, mediante un plano inclinado que salvaba un desnivel de 195 m con un recorrido de 565 m de vía doble, llegaba a los hornos de calcinación de Mustar. Se trataba de dos hornos de calcinación del tipo "hornos continuos de cuba" de planta cuadrada con una cuba interior cilíndrica (ligeramente tronco-piramidal) de 4,50 de diámetro y de unos 5 metros de altura, con una capacidad de 111 metros cúbicos que producía, cada uno de ellos, 30 toneladas de mineral calcinado con un consumo del 1,5 al 2 % del mineral calcinado. La salida de mineral de los hornos se cargaba directamente al ferrocarril del Plazaola.
En la parte superior del plano inclinado se hallaban las instalaciones que daban servicio a la línea, así como la maquinaria que movía las vagonetas por el plano inclinado, que funcionaba como un funicular automotor.
Otros ramales, que convergían en el principal, daban servicio a otras explotaciones. Uno de ellos, de 550 m de longitud, llegaba desde el inicio del funicular hasta las minas de Ermosu. Desde el cargadero de Urdanbide, un ramal recorría 1.400 metros hasta Baztarrola.

#### Servicio de pasajeros

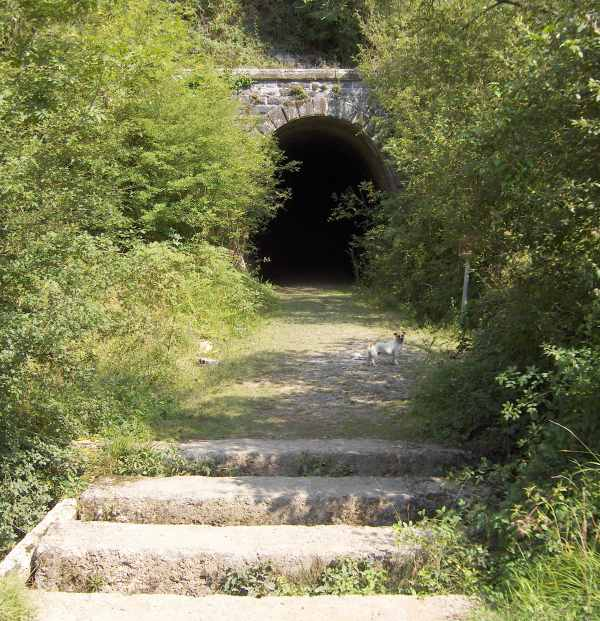
Túnel de Huici.

El 5 de septiembre de 1904, la Sociedad Anónima Leizarán obtenía la concesión para el transporte de viajeros y otras mercancías diferentes al mineral; esto se reguló por la Real Orden de 10 de julio de 1905, de tal forma que en su inauguración el 21 de abril de 1905 ya prestaba servicio completo. Para ello adquirió cuatro pequeños coches mixtos de segunda clase y construyó una decena de apeaderos y estaciones con servicio telefónico y resguardo para los pasajeros. Los coches de pasajeros circulaban acoplados a la cola de los trenes mineros.
Las condiciones de la concesión obligaban a la construcción de los siguientes apeaderos:
- Punto kilométrico 4,003 apeadero de la Hidroeléctrica.
- Punto kilométrico 7,074 apeadero de la Inturia.
- Punto kilométrico 9,215 apeadero del apartadero de Ozinegi.
- Punto kilométrico 10,100 apeadero del apartadero de Ollokiegi.
- Punto kilométrico 12,523 apeadero del apartadero de Baños.
- Punto kilométrico 16,105 apeadero de Ameraun.
- Punto kilométrico 18,321 apeadero de Mustar.
- Punto kilométrico 19,328 apeadero de Múgica y Borcoch (Bizkotx).
- Punto kilométrico 20,362 apeadero del apartadero de Bizkotx.
- Punto kilométrico 21,295 apeadero de Plazaola.
- Punto kilométrico 21,654 estación de Plazaola.

La ampliación de la línea a Urto, punto de la demarcación entre Guipúzcoa y Navarra, a 10 km de Plazaola, permitiría enlazar Pamplona con Pasajes pasando por San Sebastián. Esto posibilitaría una línea férrea que, pasando por Leiza, Lecumberri e Irurzun uniera las capitales guipuzcoana y navarra. Desde Urto se accedería a Pamplona recorriendo 50 km de trazado accidentado y con un túnel que salvara la divisoria de aguas. 
Los malos resultados de la explotación férrea y la minera provocaron que la Sociedad Minera de Leizaran cediera el 30 de noviembre de 1906, en escritura pública intervenida en la notaria de Bilbao de Francisco de Santiago y Marín, sus concesiones a la Sociedad Minera Guipuzcoana. La autorización del gobierno vino por la Real Orden de 17 de noviembre de 1906 y fue ratificada por la Real Orden de 23 de septiembre de 1907.

### Ampliación de la línea a Pamplona y San Sebastián
El 26 de marzo de 1908 se aprueba la Ley de Ferrocarriles Secundarios y Estratégicos, impulsada por la Junta de Defensa Nacional, que establece la necesidad de un ferrocarril que uniera Pamplona con San Sebastián. Este ferrocarril es visto por la nueva sociedad propietaria del tren del Plazaola como una oportunidad de mejora del negocio ya que le permitía realizar una conexión, usando básicamente la línea ya existente, entre dos puntos estratégicos. Los nuevos tramos a construir eran, uno de Pamplona a Plazaola y el otro de Andoáin a Lasarte, además el gobierno garantizaba el 5% de interés de los capitales que se invirtieran en esas obras.
La Sociedad Minera Guipuzcoana obtuvo las concesiones de ambos tramos, el de Pamplona a Plazaola, de 55,983 km, el 19 de octubre de 1910 y el de Andoáin a Lasarte, de 7,976 km, el 18 de marzo de 1911. En Lasarte conectaría con la línea de Ferrocarriles Vascongados lo que le permitía llegar a San Sebastián y de allí a la frontera francesa y al puerto de Pasajes, lo que permitía no realizar el trasbordo del mineral pudiendo ser trasladado en una sola vez desde Plazaola a Pasajes.
La construcción de estos dos tramos junto con el ya existente conformaban una línea férrea única de 84,155 km que daba servicio mixto de pasajeros, carga y transporte de mineral. 
El proyecto, con un presupuesto de 13 millones de pesetas, lo realizó el ingeniero Manuel Alonso de Zabala, quien también dirigió las obras. Fue asistido por el ingeniero militar Antonio Liaño. El tramo navarro se dividió en tres subtramos: Pamplona-Latasa, de unos 28 km de longitud, fue dirigido por Fermín Marquina; Latasa-Huici, de unos 15 km de longitud, lo dirigió Félix Oráa y Huici-Plazaola, de unos 13 km de longitud, lo dirigió Emilio Tobalina. El 2 de diciembre de 1913 llegaban los primeros trenes en pruebas a la capital navarra.
El acto inaugural se efectuó el 19 de enero de 1914. Sendos trenes, uno desde San Sebastián y otro desde Pamplona, se encontraron en la estación de Huici. Tras los actos protocolarios de bendición de la nueva línea, la comitiva se trasladó a Pamplona para la celebración. Seis días después de la inauguración oficial, el 25 de enero, el ferrocarril se abrió al público.
Se adquirió nuevo material móvil, se compraron siete locomotoras más, de las casas alemanas Krauss y Maffei, y nuevos coches de pasajeros.
Fueron 95 km de vía que costaron 13.196.730 Pts, había 66 túneles y numerosas obras de fábrica.

#### La ampliación
Al amparo de la Ley de Ferrocarriles Secundarios y Estratégicos de 1908 salieron a concurso el 24 de agosto de 1909 los tramos de ferrocarril que completaban el recorrido de Pamplona a San Sabastián. Uno de ellos era el de Pamplona a Plazaola pasando por Leiza y el otro de Andoáin a Lasarte. Eran concursos independientes entre sí, ambos debían ser ferrocarriles de vía métrica y sus estaciones de final y cabecera de línea debían estar enlazadas con las de las líneas de vía ancha. La Sociedad Minera Guipuzcoana presentó el proyecto de Pamplona a Plazaola que redactó el ingeniero de caminos Manuel Alonso Zabala. Las empresas que presentaban proyectos gozaban de derecho de tanteo en el acto de la subasta de la concesión de explotación del ferrocarril. 
El tramo de Andoáin a Lasarte, que permitía la llegada de los trenes hasta San Sebastián y el enlace con los Ferrocarriles Vascongados, era un tramo sin complicaciones de apenas 10 km de longitud. Aún independiente del de Pamplona a Plazaola, si quedara desierto, la concesionaria del Pamplona a Plazaola estaría obligada a construirlo. 
La real Orden de 27 de junio de 1910 fijaba las condiciones de la adjudicación del ferrocarril Pamplona a Plazaola, el cual estaba considerado como estratégico y gozaría de garantía de interés por el Estado. Las condiciones establecidas eran:

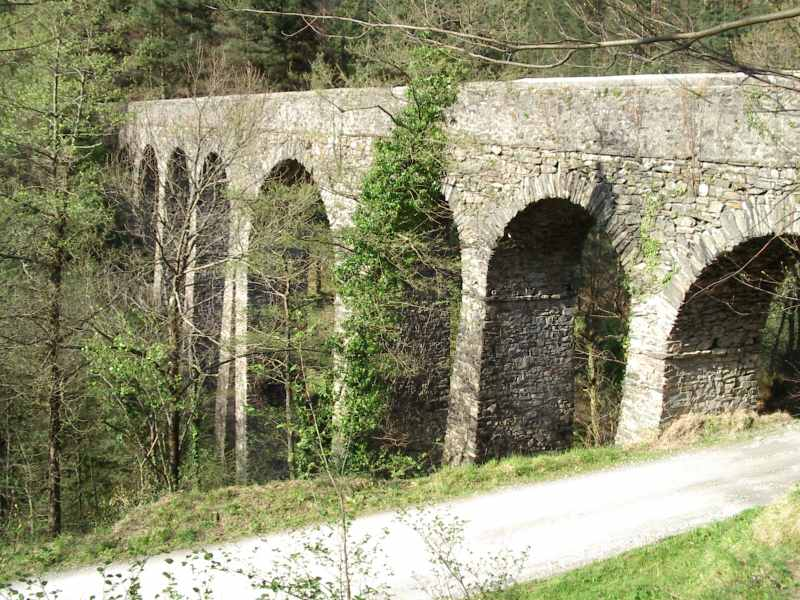
Puente sobre el río Leizarán en Ameraun.

- Realizar las obras de construcción del ferrocarril por su cuenta y riesgo.
- Ajustar el proyecto a lo dictado por la Real Orden de 28 de septiembre de 1910.
- Mantener un mínimo de material móvil de:

7 locomotoras.
6 furgones de equipajes.
5 Coches de 1.ª clase a bogies.
5 Coches de 2.ª clase a bogies.
3 Coches mixtos de 1.ª y 2.ª clase.
1 Coche de 3.ª clase.
4 Vagones de bordes altos con freno de husillo.
4 Vagones de bordes altos con freno de galga.
10 Plataformas con bogies.
10 Plataformas con freno de galga.
30 Frenos de vacío.
- Plazo de construcción de tres años.
- Obligación de explotar el tramo Andoáin a Lasarte en caso de que quedara desierto.
- Concesión por 99 años.
- Fianza del 5% de valor de las obras en el proyecto (fijada en 659.836,50 pts.).
- Garantía del 5% de interés del capital de construcción (fijado en 13.196.730,01 pts.).

La subasta, realizada el 10 de septiembre de 1910,  quedó desierta por falta de promotores y la concesión se le concede a la Sociedad Minera Guipuzcoana, compañía que se había hecho cargo de las minas y del ferrocarril de Plazaola tras la quiebra de la Sociedad Anónima Leizaran en 1907, al ser la solicitante y presentadora del proyecto. 
La línea se inauguró el 19 de enero de 1914 y entró en servicio activo el 25 del mismo mes. El 19 de febrero de 1914, el Estado liquidó el 5 % de interés garantizado sobre el capital invertido (13.196.730 pts.). La compañía licitó en tribunales que el pago debía de haberse hecho el día 1 de febrero, litício que ganó según sentencia del Tribunal Supremo.
El 14 de mayo de 1917, la Sociedad Minera Guipuzcoana obtiene la concesión provisional del Ferrocarril estratégico de Pamplona a Logroño por Estella.
El inicio de la explotación de la línea fue complicado por la cantidad de accidentes que se produjeron. Un día después de la apertura al público, un tren chocó con dos vagonetas de obreros de vía, causando un muerto y varios heridos. Poco después descarriló un convoy a la salida de un túnel en Pamplona y una locomotora tuvo una avería que provocó un retraso de 5 horas en uno de los servicio.

##### El ferrocarril estratégico Plazaola a Pamplona
El ferrocarril estratégico Plazaola a Pamplona era de 55,983 km de longitud, pero de un trazado complicado. La divisoria de aguas entre la cuenca cantábrica y la mediterránea debía de salvarse con un túnel, que en su momento fue el más largo de toda la red de vía estrecha de España. El proyecto fue redactado por el ingeniero de caminos Manuel Alonso Zabala, que realizó el mismo dividiéndolo en tres tramos: el primero de ellos, de 28 km de longitud, unía Pamplona con Latasa y no tenía especial complicación; el segundo y tercer tramo eran de 13 km y discurrían por un accidentado terreno de montaña. El segundo tramo se delimitaba entre Latasa y el centro del túnel de Huici, que cruzaba la divisoria de aguas, y el tercero desde ese punto hasta Plazaola. Junto a Manuel Alonso Zabala participó en la redacción del proyecto el ingeniero militar Antonio Liaño. Según algunas fuentes, Alonso Zabala dirigió las obras aunque otras señalan que fue el ingeniero Luciano Abrisqueta. Este ferrocarril permitió acortar en 36 km el recorrido entre San Sebastián y Pamplona.
Primer tramo
De la estación de Pamplona la vía cruzaba el río Arga mediante un puente metálico de tres tramos de 10 m de longitud. Seguidamente cruzaba un pequeño túnel alcanzando Tafalla, que atraviesa con un viaducto, se aproxima a Irati bordeando el puerto de Príncipe y de allí, por Sarasa, Erice y Sarasate, atraviesa Berruisouso con un túnel de 200 m y la Peña de Añezjar con otro de 50 m, llegando a Irurzun mediante el túnel desviado en Aizcorba de 600 m con grandes muros de contención llega a Larráun y atravesando Dos Hermanas con un túnel de 300 metros y mediante un puente alcanza Latasa, en total 28 km de vías. Este tramo fue dirigido por Fermín Marquina.
Segundo tramo
Este tramo de 13 km de longitud comienza mediante un puente de fábrica que cruza el río Besaburna, dirigiéndose la vía hacia el túnel de Huici. Antes de llegar, en un kilómetro de longitud, cruza ocho puentes y tres túneles. El túnel de Huici tiene 2.617 m (fue el de mayor envergadura de toda la vía métrica española) y se comenzó a perforarlo en ambos lados; el calado se produjo el 4 de mayo de 1913. Fue dirigido por Félix Oráa.
Tercer tramo
Desde el centro del túnel de Huici, la línea sigue hacía Plazaola otros 13 km. El recorrido tiene menos complicaciones que el del segundo tramo. El río Urbieta se salva con un viaducto de cuatro metros de altura. Fue dirigido por Emilio Tobalina.

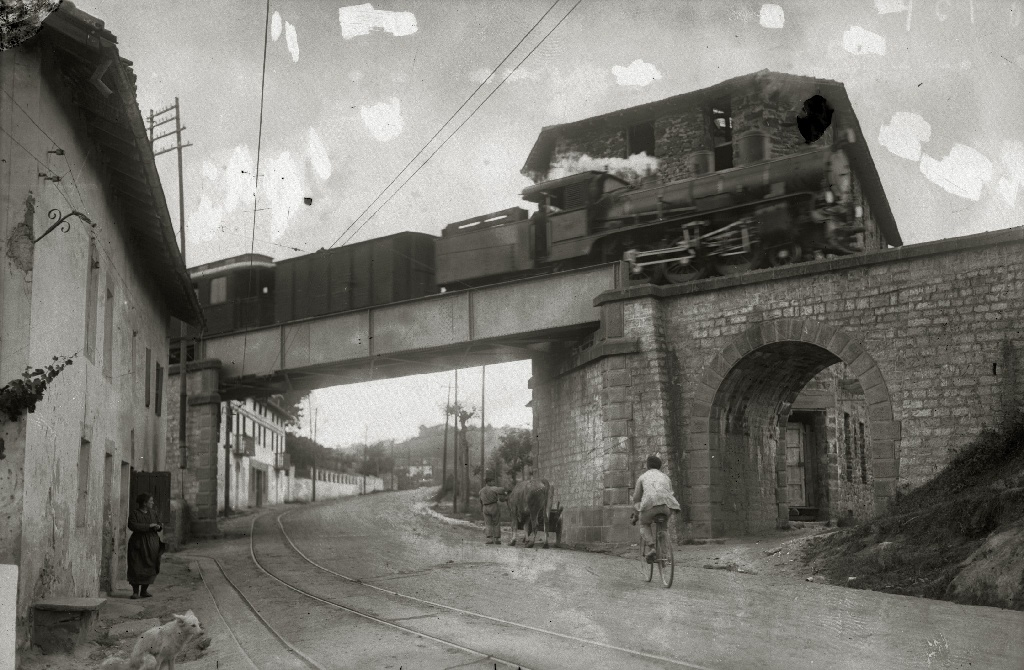
Tren del Plazaola por Lasarte

Se construyeron las estaciones de:
- Pamplona, ciudad
- Pamplona, empalme
- Ainzoain
- Berriosuso (apeadero)
- Cheiza
- Sarasa (apeadero)
- Erice de Iza (apeadero)
- Sarasate (apeadero)
- Gulina (apeadero)
- Aizcorba (apeadero)
- Irurzun – Plazaola
- Latasa
- Muguiro (apeadero)
- Lecumberri
- Huici
- Leiza
- Areso (apeadero)
- Plazaola (apeadero)

### Paso a la Sociedad Explotadora de Ferrocarriles y Tranvías
En 1924 la Sociedad Explotadora de Ferrocarriles y Tranvías se hace con la totalidad de las acciones de la Sociedad Minera Guipuzcoana, por lo que la línea férrea entre San Sebastián y Pamplona pasa a su control. El volumen del transporte de mineral se fue reduciendo, de las 18.000 toneladas de 1907 se pasó a 1700 en 1913, mientras que el transporte de viajeros fue incrementándose y llegó a 135.900 en 1921.
La Sociedad Explotadora de Ferrocarriles y Tranvías fue constituida en Bilbao el 24 de octubre de 1923 como resultado de la fusión de la Compañía del Ferrocarril de San Sebastián a la Frontera Francesa, la Compañía del tranvía de Irún a Fuenterrabía y la Compañía del Ferrocarril de San Sebastián a Hernani. El capital inicial fue de 15 millones de pesetas. Con el control del ferrocarril del Plazaola, llegó a integrar 127,250 km de líneas férreas que conformaban los pertenecientes a las líneas de vapor de Pamplona a Andoáin y Lasarte junto con la de San Sebastián a la frontera, la de San Sebastián a Hernani y la de tracción eléctrica de Irún a Fuenterrabía.
La Real Orden de 18 de noviembre de 1927 fijó los valores y condiciones que la nueva concesionaria debía de cumplir. Estos eran: el valor de establecimiento provisional de las líneas de la Sociedad Minera Guipuzcoana era de 19.009.442,39 pts. y el capital real del concesionario de 10.709.442,30 pts.; La Sociedad Explotadora de Ferrocarriles y Tranvías debía de unificar la explotación de todas sus líneas; ambas empresas debían de realizar la construcción del ramal de Hernani a Urnieta que unía las líneas de la SEFT con la del Plazaola, tenían para ello un plazo de dos años.
Destinados a la mejora del servicio del transporte de viajeros, en 1929 se adquirieron, a cargo de los fondos del Estado, según el Estatuto del Régimen Ferroviario de 1924 y con la autorización de la Real Orden de 26 de noviembre de 1927, tres automotores diésel, popularmente conocidos como "el Talguillo",  que entraron en servicio en mayo de ese año.
Durante la Guerra Civil se reabrieron las minas de Leizaran por la Sociedad Minera de Aralar (de capital alemán), volviendo a transportarse mineral. Tras la guerra, los resultados económicos no fueron buenos, llegando a la quiebra técnica en 1943. La Diputación Foral de Navarra intervino creando una sociedad mixta para la explotación de la línea junto con el ferrocarril de Irati, que padecía de males similares. Para ello, entre las medidas adoptadas se construyó en 1949 una estación en Pamplona que permitía enlazar ambos ferrocarriles. No se lograron resultados positivos aun cuando se intentó que se transportaran hasta Pasajes los productos elaborados por Potasas de Navarra. En 1952 se presenta un plan de mejora y modernización que contemplaba el pasar de la tracción de vapor a diésel, mejorar la vía y remozar coches de pasajeros y mercancías. 
Tras los graves daños sufridos en las infraestructuras por las inundaciones ocurridas el 14 y 15 de octubre de 1953, se abandonó la explotación, que quedó cerrada el 15 de octubre de ese año. Aun así se realizaron algunos servicios puntuales de transporte de madera entre Olloqui y Andoáin hasta el cierre definitivo. El 5 de septiembre de 1958 se decreta el levantamiento de la línea.

## Características de la línea

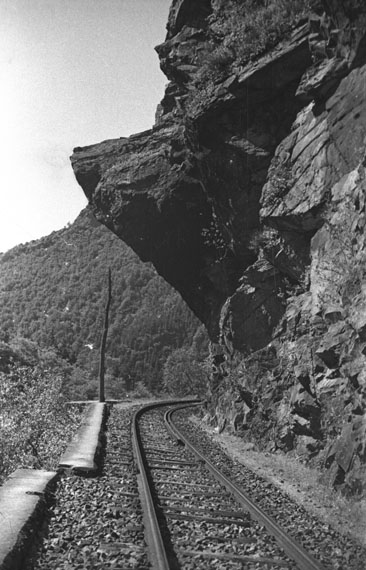
Paso de Sorgin-bide o txapela de Bertxin.

La vía era de un metro de ancho construida con carriles de 26,32 y 35 kg/m con un recorrido complicado en el que había rampas de 25 milésimas durante tres kilómetros y curvas de radios de 80 y 90 metros. Pasaba de una altitud de 65 m s. n. m. en Andoáin a 405 metros en Leitzaran. Un desnivel de 340 metros que se salvaban en 20,2 kilómetros. A lo largo de la línea férrea había 66 túneles, siendo el más corto de una longitud de 21 metros y el más largo, el de Huici, con 2.630 metros, y 37 puentes, siendo el más largo el de Leizaran con 210 metros de longitud. Contaba con tres desvíos para acceder a diferentes instalaciones industriales:
- A los cargaderos de Bizkotx, tramo que quedó convertido en un desvío tras la remodelación de la línea principal.
- A la fábrica de Olamia en Olloki mediante un ramal de 120 metros que partía de la estación de Olloki.
- A la central hidroeléctrica de Iberduero mediante un ramal de 250 metros.

### Puentes
El ferrocarril del Plazaola atravesaba en todo su recorrido 37 puentes de diferentes longitudes y características de construcción, que fueron numerados como P1 a P37 con origen en Pamplona; estos fueron:
- Puente P1 sobre el río Arga en Pamplona, era el primer puente de la línea partiendo desde la capital Navarra. Construido inicialmente en hierro, fue reconstruido en 1932 en hormigón, tras ser arrasado por una inundación el año anterior. Tras la desaparición del ferrocarril, fue derruido.
- Puente P2 sobre el río Julaspeña.
- Puente P3 sobre la regata de Zuasti en el barranco Astregu.
- Puente P4, llamado Viaducto de Gulina, sobre el barranco de Gulina de 185 metros de longitud con 18 ojos y 13 metros de altura máxima. Se mantiene después del cierre de la línea pero no tiene uso.
- Puentes entre Irurzún y Lecumberri, diez puentes (P5, P6 y del P9 al P15) que cruzan el río Larraun y uno, el P7, en Urriza, sobre la regata Basaburua, que se mantiene en buen estado tras el cierre de la línea. Los puentes P5 y P6 han desaparecido, lo mismo que del P8 al P14. El puente P15 fue reutilizado para la carretera local NA-1300.
- Dos puentes (P16 y P18) sobre el río Leitzaran a la salida del túnel de Huici y uno (P17) sobre el arroyo Gorriztaran. El puente P18, el viaducto de Leitza, forma parte de la Vía verde del Plazola.
- Puentes del P20 al P31, situados en el valle del Leitzaran y cruzando el mismo. Están en buen estado y forman parte de la Vía verde del Plazaola.
- Puente P19, junto a la estación de Plazaola sobre el arroyo Frankio. Era de doble vía. Forma parte de la Vía verde del Plazaola.
- Puente P32, sobre el arroyo Ubane. Llamado de Auzokalte o Azukalte, estaba en Andoáin. Tenía una longitud de 110 metros y una altura de 25 metros. Forma parte de la Vía verde del Plazaola.
- Puentes sin numerar, situados entre el P31 y el P32 sobre los arroyos Osiñegi y Ormaki.
- Puente P33, viaducto de Arantzazu-enea. Forma parte de la Vía verde del Plazaola.
- Puente P34, desaparecido.
- Puente P35 en Oztaran, utilizado, tras el cierre de la línea, para tránsito peatonal y ciclista.
- Puente P36 en Mendaro, utilizado, tras el cierre de la línea, para tránsito peatonal y ciclista.
- Puente P37, desaparecido.

Muchos puentes fueron dañados en las inundaciones de 1953 que provocaron el cierre de la línea.

### Túneles
El ferrocarril del Plazaola atravesaba en sus 84 km de recorrido 66 túneles que se denominaron del T1 al T66 con origen en Pamplona. En los primeros 23,6 km que separan Pamplona de Irurzún, solo había 3 túneles (del T1 al T3). Desde Irurzún a la divisoria de aguas entre las vertientes cantábrica y mediterránea, por el valle de Larraun, en un recorrido de 18 km se encontraban 11 túneles (del T4 al T14). Para cruzar la divisoria de aguas, pasar del valle navarro de Larraun al guipuzcoano de Leitzaran, se perforó el túnel de Huici, el T15, de 2.630 metros de longitud, el más largo de la línea y durante mucho tiempo el más largo de los ferrocarriles de vía estrecha de la península. En este túnel se hallaba la cota más alta de la línea 650 m s. n. m. En los 12 km de recorrido sobre el Leitzaran navarro se ubicaban los túneles T16 a T30, destacando el T23, llamado de Leitza, con sus 646 metros de largo. En el Leitzaran guipuzcoano se encuentra la mayor densidad de túneles de la línea: en 19 km se abrieron 31 túneles (del T31 al T61), en 10 km se hallan 20 túneles, del T31 al T50. De Andoáin a Lasarte, en un recorrido de 18 km, se encuentran los cinco últimos túneles de la línea, del T62 al T66.
Muchos de los túneles forman parte de la Vía verde del Plazola (T9, T10, del T12 al 24, del 26 al 29, del T31 al T48, del T50 al T55 y del T57 al T62), otros, estando dentro del recorrido, se han derrumbado (T11, T25, T30, T49 y T56), otros están en buen estado y tienen otros usos (T7, T65 en uso particular, T66 usado como paso peatonal y ciclista).
El túnel de Otegieta, el T60, tiene 280,6 m de longitud y el T43 tiene 21 metros, siendo el más corto de todo el recorrido. El túnel T58 es un falso túnel (realizado abriendo una trinchera en la que se implementa la estructura que luego vuelve a cubrir).
En muchos casos se hicieron rectificaciones, en especial cuando se comenzó a dar servicio de pasajeros, de las líneas que llegaron a cambiar el recorrido de alguno de los túneles; a esto se le ha denominado "falso túnel". Hay "falsos túneles" en T4, T7, T12, T13 y T25, con recorridos paralelos a los definitivos. Hay bifurcaciones en los túneles T13, T14, T15 y T24.

### Estaciones

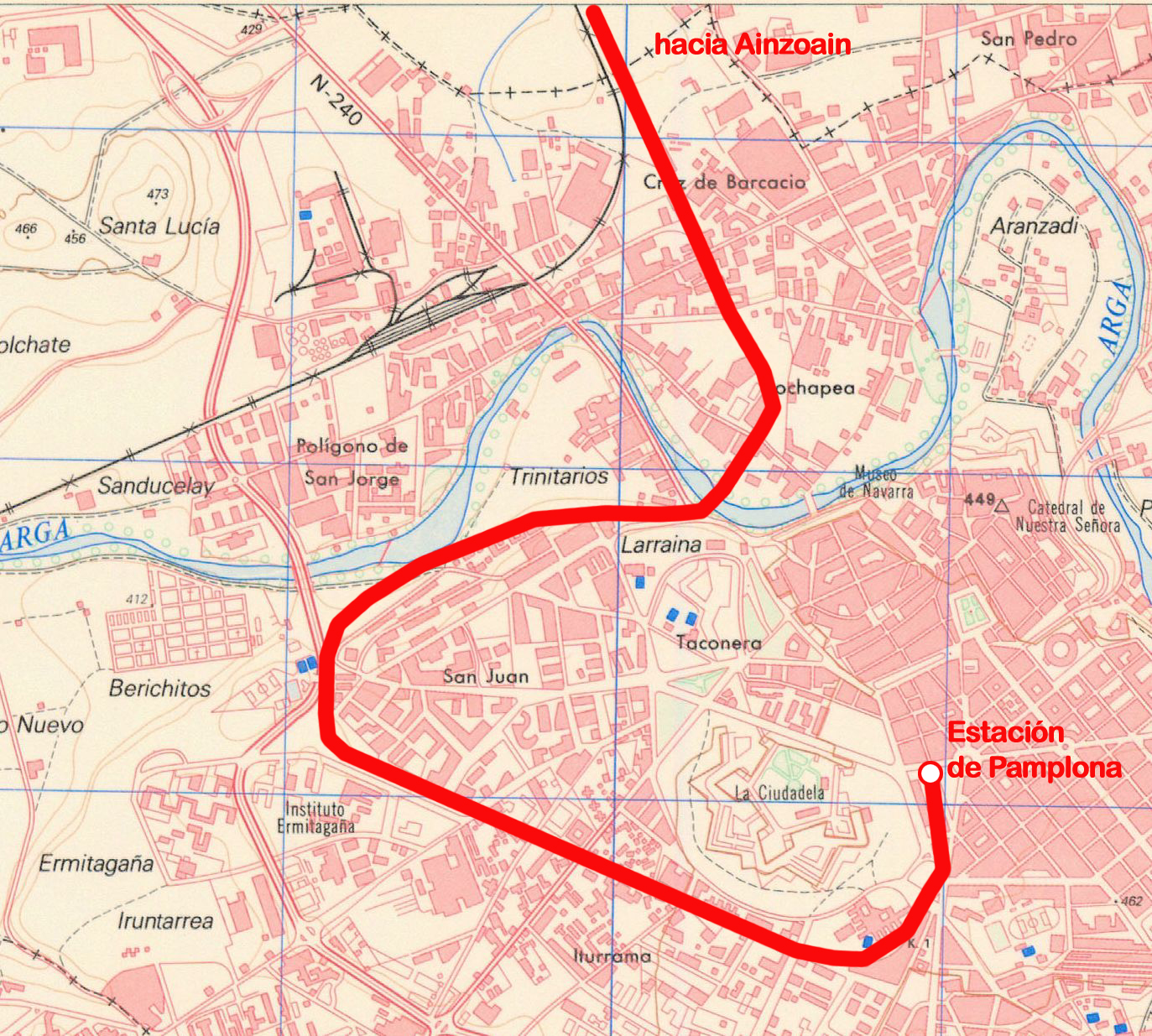
Trazado del Plazaola en Pamplona, desde la estación principal en c/Conde Oliveto a la salida hacia Ainzoain

Hay que tener en cuenta que los nombres de las estaciones son nombres antiguos y desfasados, que no se corresponden con las denominaciones actuales de los pueblos.

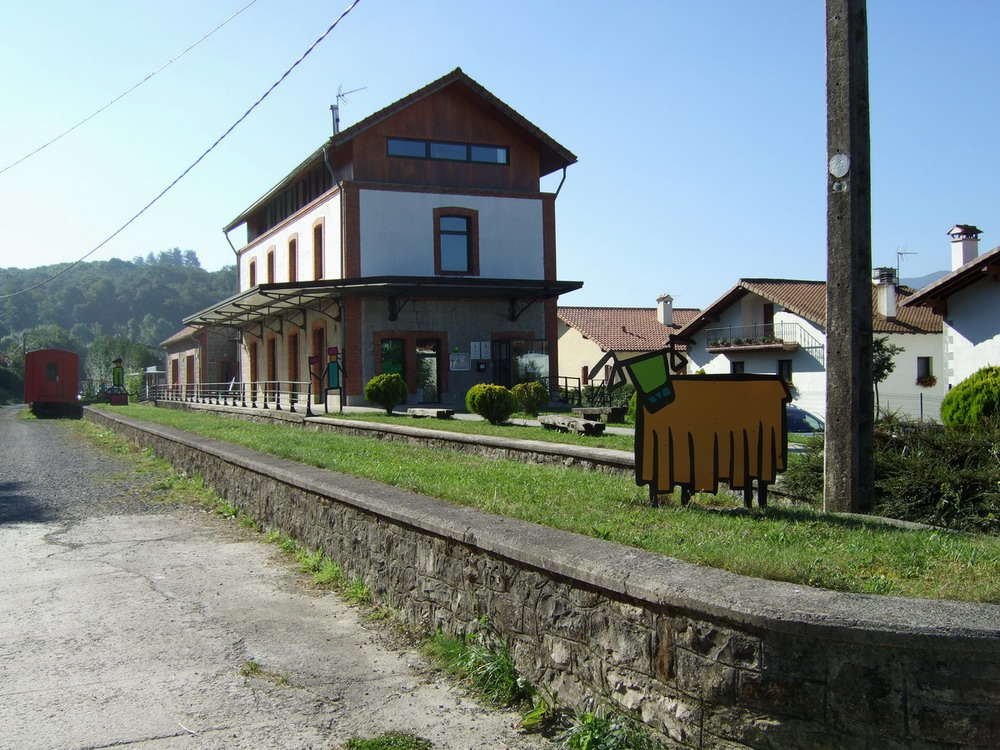
Estación de Lecumberri reutilizada como oficina de turismo y sede del Consorcio Turístico Plazaola.

|  |   |  | Estación                     | Kilómetro | Inauguración | Clausura | Notas                                                     |
|  | - |  | ---------------------------- | --------- | ------------ | -------- | --------------------------------------------------------- |
|  | ■ |  | Pamplona-Ciudad              | 0,0       | 1914         | 1946     | Actual sede del Servicio Navarro de Salud                 |
|  | ■ |  | Pamplona-Ciudad              | 0,0       | 1946         | 1958     | Correspondencia con el Ferrocarril Pamplona-Sangüesa      |
|  | ■ |  | Pamplona-Empalme             | 4,8       | 1914         | 1958     | Correspondencia con el Ferrocarril Zaragoza-Alsasua       |
|  | ■ |  | Ainzoain                     | 8,2       | 1914         | 1958     | Situada en Aizoáin                                        |
|  | • |  | Berriosuso                   | -         | 1914         | 1958     | Situada en Berriosuso                                     |
|  | • |  | Cheiza                       | -         | 1914         | 1958     | Situada en Oteiza                                         |
|  | ■ |  | Sarasa                       | 15,3      | 1914         | 1958     | Situada en Sarasa                                         |
|  | • |  | Erice de Iza                 | -         | 1914         | 1958     | Situada en Erice                                          |
|  | • |  | Sarasate                     | -         | 1914         | 1958     | Situada en Sarasate                                       |
|  | ■ |  | Gulina                       | 21,6      | 1914         | 1958     | Situada en Gulina                                         |
|  | • |  | Aizcorba                     | -         | 1914         | 1958     | Situada en Aizcorbe                                       |
|  | ■ |  | Irurzun                      | 23,6      | 1914         | 1958     | Situada en Irurzun                                        |
|  | ■ |  | Latasa                       | 28,1      | 1914         | 1958     | Situada en Latasa                                         |
|  | ■ |  | Lecumberri                   | 36,6      | 1914         | 1958     | Actual Oficina de Turismo y Sede del Consorcio Plazaola   |
|  | ■ |  | Huici                        | 40,2      | 1914         | 1958     | Junto a la carretera NA-1700 entre Lecumberri y Huici     |
|  | ■ |  | Leiza                        | 51,6      | 1914         | 1958     | Situada en la parte alta de Leiza                         |
|  | • |  | Plazaola                     | 56,0      | 1914         | 1958     | Situada a 100 metros de la muga entre Navarra y Guipúzcoa |
|  | • |  | Ameraun                      | 61,0      | 1914         | 1958     | Daba servicio a la ferrería de Plazaola                   |
|  | ■ |  | Beiñes                       | 64,3      | 1914         | 1958     | Situada frente al caserío de Beiñes                       |
|  | ■ |  | Ollokiegi                    | 66,1      | 1914         | 1958     | Correspondencia con el ramal de mercancías a Olamia       |
|  | ■ |  | Andoáin                      | 76,2      | 1914         | 1958     | Correspondencia con el Ferrocarril Madrid-Hendaya         |
|  | ■ |  | Lasarte-Oria                 | 84,2      | 1901         | 1998     | Correspondencia con el Ferrocarril Bilbao-San Sebastián   |
|  | ■ |  | Añorga                       | 90,7      | 1901         |          | Correspondencia con l Ferrocarril Bilbao-San Sebastián    |
|  | ■ |  | Donostia/San Sebastián-Amara | 94,6      | 1901         |          | Correspondencia con el Ferrocarril Bilbao-San Sebastián   |

## Material móvil
El Plazaola no fue nunca electrificado, y la tracción se realizó mediante vapor y diésel, siendo el vapor la forma principal durante los primeros años de vida de la línea y el diésel en su parte final, ya dando servicio entre Pamplona y San Sebastián.

### Coches para pasajeros
En los inicios del Plazaola, la línea solo contemplaba el transporte mercancías, en particular de mineral. Pronto se añadió al servicio de mercancías el del transporte de pasajeros y paquetería, para lo que se adquirió el material móvil necesario. Tras la autorización pertinente, el 5 de septiembre de 1904, la compañía adquirió cuatro coches de dos ejes que se dividían en dos departamentos, uno de 18 plazas de segunda clase para pasajeros y otro como furgón de paquetería y departamento del jefe de tren. Los coches fueron conocidos como A-4 y fueron construidos por la empresa bilbaína Mariano de Corral, quien también había construido anteriormente los vagones de carga de mineral.
Dispuso además de dos furgones de equipajes, con un peso de 8,5 Tm; 75 vagones de mercancías abiertos y cerrados, y 8 plataformas. 
Por la línea férrea circularon unos carretones que aprovechaban la pendiente llamados " “mesillas".

### Máquinas de vapor
Para el inicio del servicio de la línea del Plazaola se adquirieron tres locomotoras fabricadas por la casa Krauss de Múnich (Alemania). Eran locomotoras del tipo ténder. La primera de ellas, utilizada en las obras de tendido de la línea, fue adquirida en el año 1903 y era del tipo 0-2-0-T  con el número de fabricación 4925. Para la puesta en marcha se adquirieron en 1904 las 21 y 22, más potentes, del tipo ténder 1-2-0-T que portaban los números de fabricación 4993 y 4994, respectivamente. La número 22 se cedió por cuatro años, desde 1918 hasta 1921, al ferrocarril Ponferrada-Villablino (de la Compañía Minero-Siderúrgica de Ponferrada y ambas, la 21 y la 22, se alquilaron para la construcción del Ferrocarril del Urola en 1924.
En 1913, con la ampliación del servicio a Pamplona y San Sebastián, se adquirieron siete locomotoras de las llamadas 
"Engerth", tres de ellas fabricadas por Krauss y cuatro por J. A. Maffei. Las locomotoras "Engerth" tenían el ténder articulado con la locomotora y se apoyaban parcialmente en ella, permitiendo aumentar la tracción de las ruedas motrices al ceder parte del peso a las mismas, con lo que aumentaba, de este modo, su peso adherente. La caja de fuego quedaba apoyada en los dos bastidores y lograba un reparto de pesos óptimo, así como una buena articulación de la máquina, con lo que se conseguía una muy buena inscripción en curva sin pérdida de la capacidad tractora. Usaban el eje libre delantero o bisel montando sobre el mismo soporte que el eje motor central, que pivotaba en su centro. El eje libre se movía transversalmente hacia el interior de la curva mientras que el eje motor central lo hacía hacia el exterior, quedando el primer y tercer ejes motores sujetos al bastidor principal, dando como resultado una geometría de las ruedas muy adecuada para la inscripción en curvas cerradas.
Las locomotoras Krauss, numeradas 1, 2 y 3,  tenían los números de fabricación 6715,6716 y 6717, fueron numeradas definitivamente PSS 1, PSS 2 y PSS 3. Las Maffei estaban numeradas 4, 5, 6 y 7 y tenían los números de fabricación 3348, 3349, 3350 y 3351. Fueron numeradas definitivamente PSS 4, PSS 5, PSS 6 y PSS 7.
Estas locomotoras, aún con características similares, tenían algunas diferencias según el fabricante. Todas ellas fueron fabricadas en el año 1913 y eran del tipo 1-3-0 + 2 T Engerth modificado con distribución cilíndrica Walschaerts con expansión simple y usaban vapor saturado. El alumbrado de ambas era eléctrico y utilizaban frenos de husillo y de vacío.
Motor
|                                    | Krauss    | Maffei   |
| ---------------------------------- | --------- | -------- |
| Diámetro interior de los cilindros | 450 mm    | 400 mm   |
| Carrera del pistón                 | 600 mm    | 600 mm   |
| Diámetro interior de la caldera    | 1.420 mm  | 1.280 mm |
| Timbre de caldera                  | 12 kg     | 12 kg    |
| Longitud de los tubos              | 4.200 mm  | 4.200 mm |
| Parrilla                           | 2 m²      | 1,75 m²  |
| Superficie de calefacción total    | 103,66 m² | 108,9 m² |

Máquina
|                              | Krauss    | Maffei    |
| ---------------------------- | --------- | --------- |
| Diámetro de ruedas motrices  | 1.300 mm  | 1.300 mm  |
| Diámetro de ruedas del bisel | 720 mm    | 720 mm    |
| Peso en servicio             | 46,5 Tm   | 41,2 Tm   |
| Peso adherente               | 37 Tm     | 34,7 Tm   |
| Potencia máxima              | 840 CV    | 840 CV    |
| Esfuerzo de tracción máximo  | 4.500 kg  | 4.500 kg  |
| Velocidad máxima             | 47,5 km/h | 47,5 km/h |

Ténder
|                    | Krauss | Maffei  |
| ------------------ | ------ | ------- |
| N.º de ejes        | 2      | 2       |
| Diámetro de ruedas | 720 mm | 720 mm  |
| Depósito de agua   | 6 m³   | 6 m³    |
| Depósito de carbón | 4 Tm   | 3,7 Tm  |
| Peso en vacío      | 10 Tm  | 10 Tm   |
| Peso en servicio   | 20 Tm  | 19,7 Tm |

Conjunto locomotora y ténder
|                        | Krauss  | Maffei   |
| ---------------------- | ------- | -------- |
| Peso total en servicio | 66,5 Tm | 60,9 Tm  |
| Distancia entre topes  | 13,11m  | 12,345 m |
| Ancho máximo           | 2,58 m  | 2,45 m   |
| Altura máxima          | 3,70 m  | 3,70 m   |

Las PSS 5 y PSS 6 se vendieron al ferrocarril de Ponferrada a Villablino, propiedad de la Minero Siderúrgica de Ponferrada en 1943, donde fueron renumeradas como PV 32 y PV 31; esta última se conserva restaurada en Cubillos del Sil. Esta locomotora estuvo en servicio en esta línea hasta 1983, pasando ese año a trabajar llevando carbón a la central térmica de Compostillo-Cubillos. Fue retirada definitivamente del servicio en septiembre de 1989. La PSS 5 pasó directamente a la factoría cementera de Toral de los Vados y se desguazó al poco tiempo. En 1945 se vendió al ferrocarril Zaragoza-Utrillas la PSS 3, que se había rebautizado como 150.

### Los automotores Beardmore
En un intento de rebajar los gastos de explotación del ferrocarril y mejorar el transporte de viajeros, la compañía decidió adquirir tres unidades automotoras de tracción diésel-eléctrica aprovechando la posibilidad brindada por el Estatuto del Régimen Ferroviario de 1924, que permitía realizar dicha adquisición con cargo a los fondos del Estado. La Real Orden de 26 de noviembre de 1927 autorizó la compara de estas tres máquinas, que en su momento fueron las más modernas de toda España, siendo los primeros automotores de combustión interna que circularon en España. Se encargaron a la empresa británica Beardmore por un importe de 225.000 pesetas por unidad.
Los automotores fueron entregados a principios de 1929 y comenzaron a circular en pruebas en mayo de ese año, entrando definitivamente en servicio de forma regular en febrero de 1930. Las composiciones formadas por estas máquinas se denominaron popularmente "el Talguillo".
Un motor diésel de 200 CV movía una dínamo que alimentaba cuatro motores eléctricos de tracción. Estaban provistos para mando múltiple. Contaban con dos cabinas de maniobras y una capacidad de 30 asientos, 12 de primera clase y 18 de segunda (o tercera), furgón, lavabo y retrete. Podían remolcar hasta dos coches de viajeros de 16 toneladas cada uno y se conformaban composiciones de hasta dos automotores y cuatro coches (excepcionalmente hasta tres coches automotores y cinco remolques); la composición habitual era de un coche y un furgón.
Los nuevos convoyes resultaron ser muy eficientes en cuanto al coste por tren-kilómetro, que pasó de 1,536 pesetas de la tracción de vapor a 0,711 pesetas de la de diésel. 
Tras la guerra civil y con la dificultad de conseguir combustible, se adaptaron para emplear gasógenos, pero su escaso rendimiento y la dificultad de su mantenimiento por falta de insumos, llevaron a la decisión de desguazarlos y reutilizar sus bogies en automotores eléctricos (fueron destinados a los ferrocarriles de San Sebastián a la Frontera francesa con los números 30, 31 y 32). Estas reformas las realizó la empresa Carde y Escoriaza en 1946. Las carrocerías se montaron en bogies de transporte y siguieron dando servicio en el ferrocarril de Andoáin hasta principios de los años sesenta.
Características del motor
- Fabricante: Beardmore (Reino Unido)
- Tipo: térmico, de combustión interna (diésel), 4 tiempos
- N.º de cilindros: 6
- Diámetro de cilindros: 165 mm
- Régimen de funcionamiento: 600/1.250 revoluciones por minuto
- Potencia al freno: 200 CV

Características del vehículo
- Velocidad máxima: 62 km/h en horizontal (70 km/h en condiciones favorables)
- Velocidad mínima y para maniobras: 8 a 10 km/h
- Consumo medio: 82 kg de gas-oil cada 100 km
- Longitud entre topes: 15,02 metros
- Anchura máxima: 2,18 metros
- Altura máxima: 3,25 metros
- Peso total: 33 toneladas en vacío, 35,8 en orden de marcha
- Peso por eje: 9.500 kg en el bogie del motor, 7.150 kg en el bogie del lado de los viajeros
- Sistema de freno: por vacío, con freno de husillo para el estacionamiento.[9]

## La vía verde del Plazaola

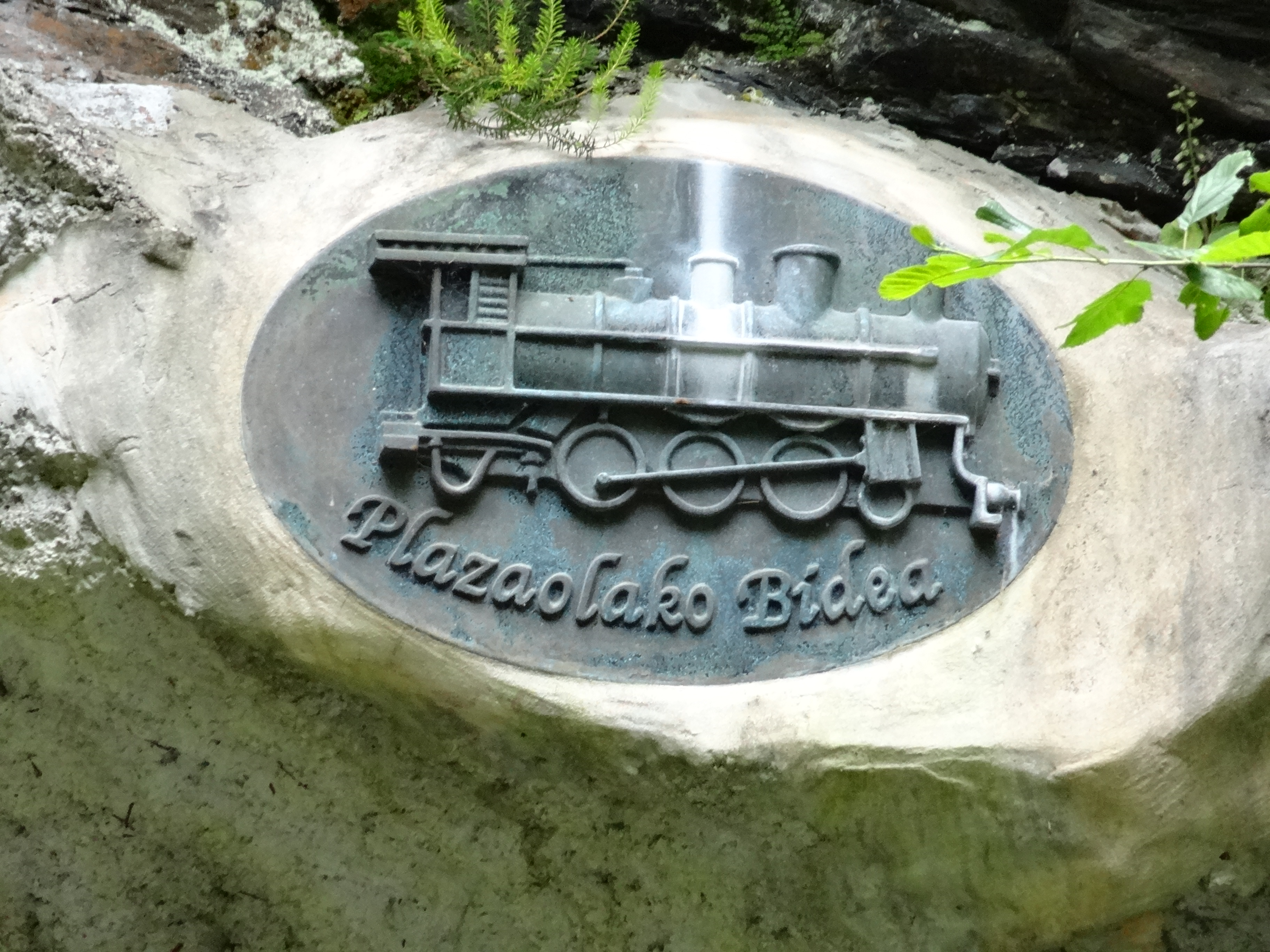
Logo de la Vía verde del Plazaola.

Tras el cierre definitivo de la línea en 1958 con la autorización del desmantelamiento de las vías, el trazado fue abandonado. En 1968 se subastan los terrenos, que son adquiridos por un particular. La vía se conforma de dos tramos gestionados por diferentes organismos que corresponden a cada territorio. El tramo navarro se gestiona por el Consorcio Turístico Plazaola y va desde el límite con Guipúzcoa hasta la presa de Kaxarna de Irurzun, unos 50 km de recorrido. El tramo guipuzcoano está gestionado por la Diputación Foral de Guipúzcoa y el Ayuntamiento de Andoáin y tiene una longitud de 22 km.
En 1989, el Ayuntamiento de Lecumberri aprueba y realiza un estudio de viabilidad para la recuperación del trazado del antiguo ferrocarril y convertirlo en una vía verde. En 1991, el Departamento de Industria, Comercio y Turismo del gobierno de Navarra declara de utilidad pública y de interés social el trazado del antiguo ferrocarril del Plazaola, y dos años después se realiza el proyecto de recuperación del tramo desde Lecumberri hasta el límite de Navarra con Guipúzcoa, así como la recuperación de las estaciones de Lecumberri, Leitza y Plazaola. 
En 1994 se constituye el Consorcio Turístico Plazaola y en 1995, el gobierno de Navarra comienza las labores de expropiación de terrenos y edificios para su rehabilitación. En 1998, la estación de Lecumberri se reinaugura como oficina de turismo y sede del Consorcio Turístico Plazaola, y en el edificio anexo, que hizo funciones de almacén, se habilita una sala de exposiciones y de proyecciones.
En 1999 comienza la recuperación del trazado entre Lecumberri y Huici, financiado por el Ministerio de Medio Ambiente, inaugurándose al año siguiente el primer tramo de la vía verde. Se aprueba ese mismo año el segundo tramo entre Huici y el límite con Guipúzcoa, que se abriría al público en el año 2003. En el año 2011 se abre el túnel de Huici, el más largo del recorrido con casi 3 km, y en 2013 se abre el tramo de Imotz, 6  kilómetros y medio entre San Migeltxo y la presa de Kaxarna de Irurzun.
El tramo guipuzcoano va desde la estación de Plazaola, situada a una altitud de 404 m s. n. m., hasta Andoáin a 65 m s. n. m., pasando por Olaberri. De Andoáin va a Urnieta.